# Stein im Allgäu
Stein im Allgäu (mundartlich: Schtui, ⓘ), amtlich Stein i.Allgäu (bis 1952 Stein), ist ein Pfarrdorf und eine Gemarkung in Immenstadt im Allgäu im Landkreis Oberallgäu. Die ehemals selbstständige Gemeinde wurde im Rahmen der Gemeindegebietsreform am 1. Januar 1972 nach Immenstadt im Allgäu eingegliedert. In der Gemarkung befindet sich die Burg Laubenbergerstein. Der gleichnamige Ortsteil war Gemeindehauptort.

## Geographisches
Die Preußische Bergwerks- und Hütten AG stieß 1963 bei einer Erdöl- und Ergasbohrung in 3790 Metern Tiefe auf eine stark jodeisenhaltige Thermalsole. Während der fast zehn Jahre dauernden wissenschaftlichen Untersuchung der Sole korrodierte das Bohrgestänge, so dass 1973 das Bohrloch zugeschüttet werden musste. Das Projekt für ein Heilbad Stein wurde aus wirtschaftlichen Gründen endgültig 1981 aufgegeben.

## Geschichte
Stein wurde erstmals 1239 mit Heinricus de Stain erwähnt. Der südlich gelegene Fels bzw. Stein, auf dem die Burg Laubergerstein errichtet wurde, ist namensgebend für den Ort. Es liegt nahe, dass die Burg von Augsburger Bischöfen als Schutz der nahen Zollbrücke errichtet wurde. 1802 fand die Vereinödung Steins statt.

## Ortsteile

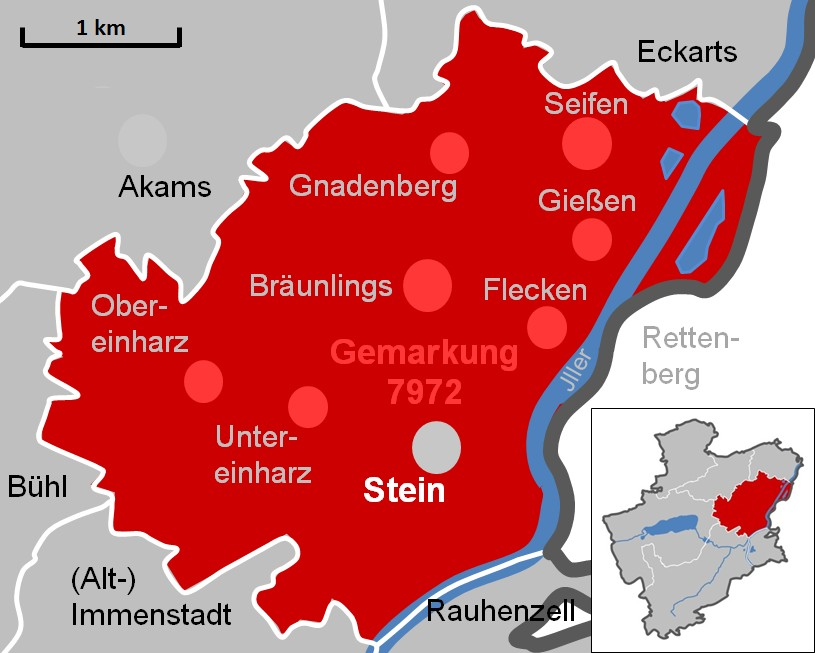
Gemarkung Stein 7972

Zur Gemarkung bzw. ehemaligen Gemeinde Stein gehören bzw. gehörten die Ortsteile
- Stein im Allgäu
- Bauhof
- Bräunlings
- Büchel
- Einharz (Ober-, Unter-)
- Flecken
- Gießen (ehemals Ober- und Untergießen)
- Gnadenberg
- Laubenberger Stein
- Schanz (Untere-)
- Seifen
- Steinmühle
- Zollbrücke (Untere-)

## Kirchen und Kapellen

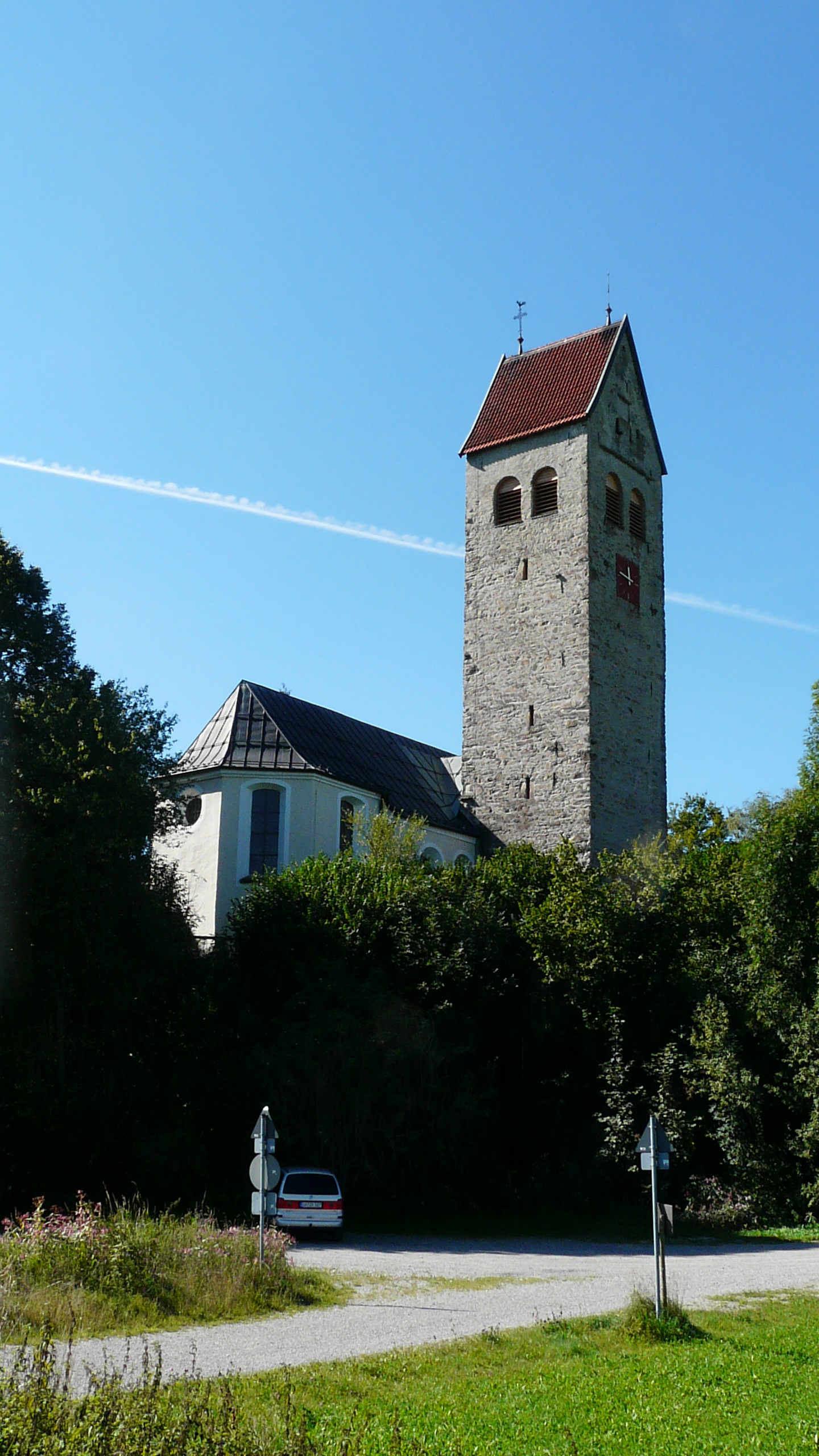
St. Mauritius

- Stein – Pfarrkirche St. Mauritius: Die Diözese Konstanz führte die Pfarrei Stein (als „Staine“) in einem Verzeichnis aus 1275. Die erste Kirche dürfte aus einer Holzkonstruktion bestanden haben. Die heutige steinerne Kirche reicht im Kern in die Spätgotik zurück.[5] Der imposante hohe Turm aus Sandstein-Bruchstein stammt frühestens aus dem 13./14. Jahrhundert, anderer Meinung nach aus dem 15./16. Jahrhundert.

Der Bau wurde im Laufe der Jahrhunderte mehrmals verändert. 1450 ließ Ritter Caspar von Laubenberg auf der Südseite der Kirche die sogenannte Marienkapelle anbauen, um sie als Grablege für die adlige Familie zu nutzen. 1475 stiftete er den gotischen Taufstein. Unter der Marienkapelle liegt die Gruft der Herren von Laubenberg.
1709 gab es eine Neugestaltung des Langhauses. 1725 erfolgt die „Erbauung der Capell“, worunter man die Öffnung der Marienkapelle zum Langhaus hin durch Pfeilerarkaden vermutet, also den Umbau der Kapelle zu einem Seitenschiff. 1774 wurde das Langhaus und der Chor umgestaltet.
- Bräunlings – Kapelle von der Hl. Anna: Die Kapelle wurde 1910/11 neu erbaut, das Altarblatt stammt von Theodor Spindler aus Immenstadt.
- Gnadenberg – Kapelle zum Hl. Antonius
- Obereinharz – Marienkapelle: Die Kapelle wurde Anfang der 1950er-Jahre erbaut, nachdem 1949 der etwa 200 Jahre alte Vorgängerbau abgebrochen worden ist. Geschindelt wurde sie von Albert Schöll. Sie beherbergt neben der gotischen Figur Maria mit Kind auch einen Hl. Georg.
- Seifen – Kerkerkapelle

## Schule
Bereits im Jahre 1745 gab es in Stein eine Schule. 1815 wurde am Kirchbichl Nr. 12 ein Schulhaus errichtet. 1928 zog die Schule in ein neues Gebäude am Kirchbichl Nr. 2 um. 1966 wurde Am Eckschachen 4 ein neues Schulhaus eingeweiht, das 1990/91 erweitert und 2011 erneut renoviert wurde.

## Verkehrsanbindung
Stein im Allgäu liegt nahe der Bahnstrecke Buchloe–Lindau, verfügt jedoch über keinen Haltepunkt. Nächster Bahnhof ist Immenstadt.

## Baudenkmäler
- Siehe: Liste der Baudenkmäler in Stein im Allgäu